# Jan Sobczak (dyplomata)
Jan Alfred Sobczak (ur. 14 sierpnia 1975) – polski prawnik, dyplomata, urzędnik, konsul generalny w Kolonii (2014–2018).

## Życiorys
Absolwent niemiecko-polskich studiów prawniczych na Uniwersytecie Europejskim Viadrina we Frankfurcie nad Odrą, studiów podyplomowych z zakresu stosunków międzynarodowych w Akademii Dyplomatycznej w Wiedniu oraz staży zawodowych, m.in. w École nationale d’administration, Haskiej Akademii Prawa Międzynarodowego, Weneckiej Akademii Praw Człowieka, niemieckim ministerstwie spraw zagranicznych.
W polskiej służbie dyplomatycznej od 2002. W latach 2006–2009 został oddelegowany w charakterze eksperta narodowego do Rady Europy w Strasburgu. Po powrocie do Polski pracował w Departamencie ds. Postępowań przed Międzynarodowymi Organami Ochrony Praw Człowieka, pełniąc funkcję zastępcy Pełnomocnika Ministra ds. postępowań przed Europejskim Trybunałem Praw Człowieka. W sierpniu 2012 objął stanowisko kierownika Wydziału Prawnego i Opieki Konsularnej w Konsulacie Generalnym RP w Kolonii. Od 1 stycznia 2013 kierujący Konsulatem, a od 5 marca 2014 do 2018 Konsul Generalny. Od 16 października 2018 do 14 grudnia 2023 pełni funkcję Pełnomocnika Ministra Spraw Zagranicznych ds. postępowań przed Europejskim Trybunałem Praw Człowieka.
Włada biegle językami: niemieckim, angielskim, francuskim i rosyjskim.
W 2014 otrzymał Nagrodę im. Mariusza Kazany.